# 東海整備
東海整備株式会社 （とうかいせいび、英: Tokai Seibi Co., Ltd.）は、東海旅客鉄道（JR東海）のグループ会社。

## 概要
静岡支社の在来線車両の清掃、検査修繕、新幹線車両清掃、駅舎清掃及びビルメンテナンスなどを手がける総合サービス企業である。

## 事業所等
- 沼津事業所
- 富士事業所
- 柚木事業所
- 静岡事業所
- 浜松事業所
- 豊橋事業所

## 労働組合
- 東海整備労働組合（JR東海グループ労働組合連合会）